# Nils Engdahl

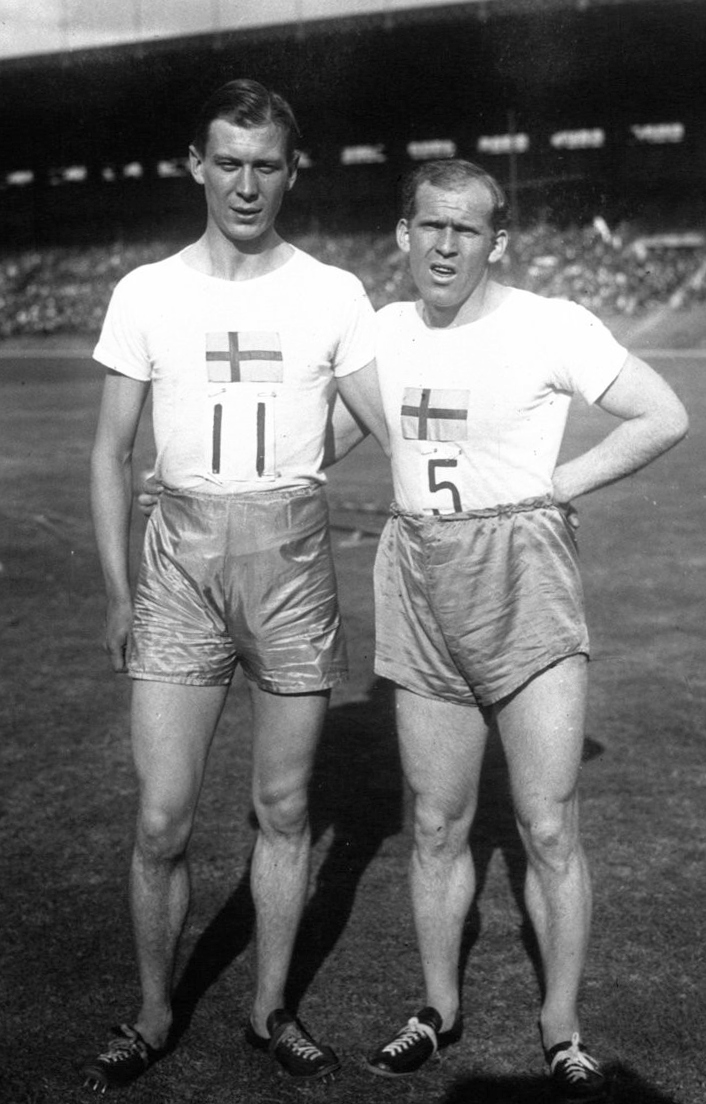
Engdahl (links) und Fosselins 1926

Nils Engdahl (* 4. November 1898 in Västerhaninge; † 10. September 1983 in Stockholm) war ein schwedischer Leichtathlet, der in den frühen 1920er Jahren erfolgreich war. Er startete über alle drei Sprintstrecken: 100, 200 und 400 Meter.
Der 1,65 m große und 57 kg schwere Athlet startete für Järva Idrottssällskap.
Er war verheiratet mit der Schwimmerin Signe Johansson.

## Karriere
Nils Engdahl gewann zwischen 1918 und 1927 insgesamt sechzehn Landesmeisterschaften:
| Jahr      | 1918 | 1919 | 1920 | 1922 | 1923 | 1924 | 1927 |
| 100 m (s) | 11.3 |      |      | 11,0 | 11,1 | 10,8 |      |
| 200 m (s) | 22,7 | 22,7 | 22,4 | 21,8 | 22,5 | 22,0 |      |
| 400 m (s) |      | 49,1 | 49,4 | 49,7 | 49,3 | 48,2 | 50,2 |

Er nahm an zwei Olympischen Spielen mit Medaillenerfolg teil.
- 1920 in Antwerpen ging er gleich dreimal an den Start: über 400 Meter, über 800 Meter und als Mitglied der 4-mal-400-Meter-Staffel.
  - 400 m: Er gewann seinen Viertel- und Halbfinallauf. Das Finale konnte jedoch der Südafrikaner Bevil Rudd, den Engdahl im Halbfinale noch bezwungen hatte, in 49,6 s für sich entscheiden. Engdahl selbst passierte die Ziellinie mit zwei Metern Rückstand knapp hinter dem Briten Guy Butler als Dritter. Seine Zeit wurde ebenso wie die von Butler auf 49,9 s geschätzt.
  - 800 m: Hier schied er mit einer Zeit von über 2 Minuten bereits im Vorlauf aus.
  - 4 × 400 m: Die schwedische Staffel mit Engdahl als Schlussläufer kam auf Platz 5. Es siegte das britische Team in 3:22,2 min. Die Zeit der Schweden wurde auf 3:24,3 min geschätzt; der Rückstand auf das drittplatzierte französische Team betrug etwa sechs Meter.
- 1924 in Paris startete Nils Engdahl erneut über 400 Meter und war darüber hinaus in beiden Staffeln vertreten.
  - 400 m: Obwohl er ausgezeichnete 48,6 s lief und damit seine Zeit von vier Jahren zuvor um über eine Sekunde unterbot, musste er als Sechster und Letzter seines Halbfinallaufs die Konkurrenz beenden.
  - 4 × 100 m: Die Staffel, in der Engdahl an zweiter Position lief, kam ebenfalls nur bis ins Halbfinale.
  - 4 × 400 m: Hier zeigte sich das schwedische Team, das in der Besetzung Artur Svensson, Erik Byléhn, Gustaf Wejnarth und Nils Engdahl als Schlussläufer antrat, in Topform und kam hinter den USA, die in 3:16,0 min einen neuen Weltrekord aufstellten, in 3:17,0 min auf Platz 2. Den britischen Schlussläufer Guy Butler konnte Engdahl um 4 Zehntelsekunden auf Platz 3 verweisen.

## Rekorde
Nils Engdahl stellte vier Landesrekorde (alle in Stockholm) auf:
- 200 m:
  - 21,9 s, erzielt am 11. Juli 1920. Dieser Rekord wurde erst 15 Jahre später von Lennart Strandberg um ein Zehntel verbessert.
- 400 m:
  - 49,4 s, erzielt am 4. August 1918. Damit war Engdahl der erste schwedische Läufer unter 50 Sekunden.
  - 48,5 s, erzielt am 25. August 1919
  - 48,2 s, erzielt am 17. August 1924. Dieser Rekord wurde erst zehn Jahre später von Bertil von Wachenfeldt eingestellt.

Engdahls Bestzeit über 100 Meter wird mit 10,7 s (1920) und über 800 Meter mit 1:57,5 min (1920) angegeben.